# Vídeňská kavárna

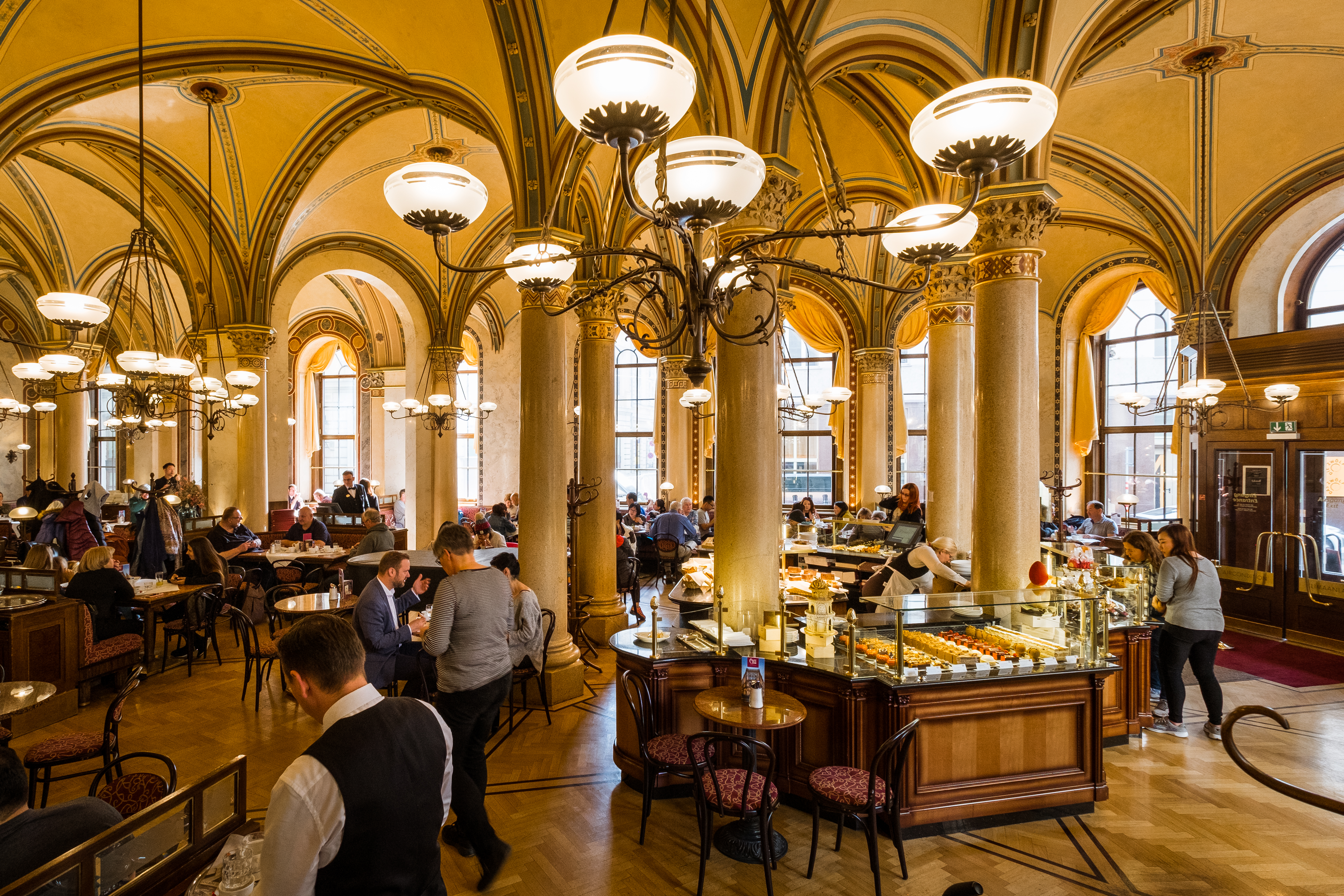
Café Central

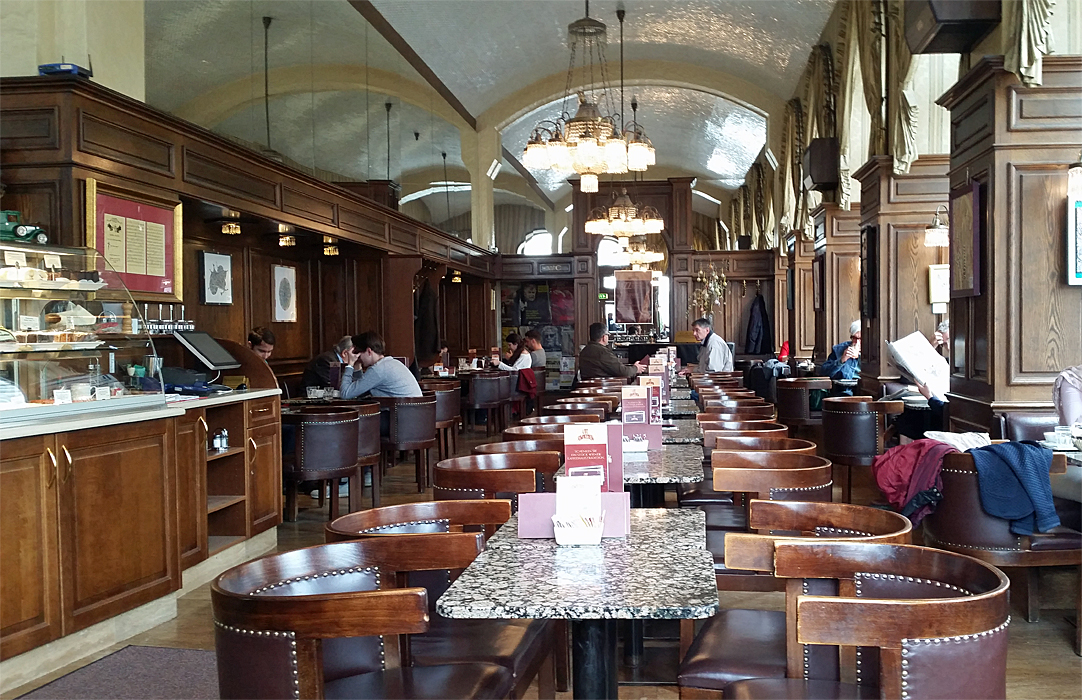
Café Schwarzenberg

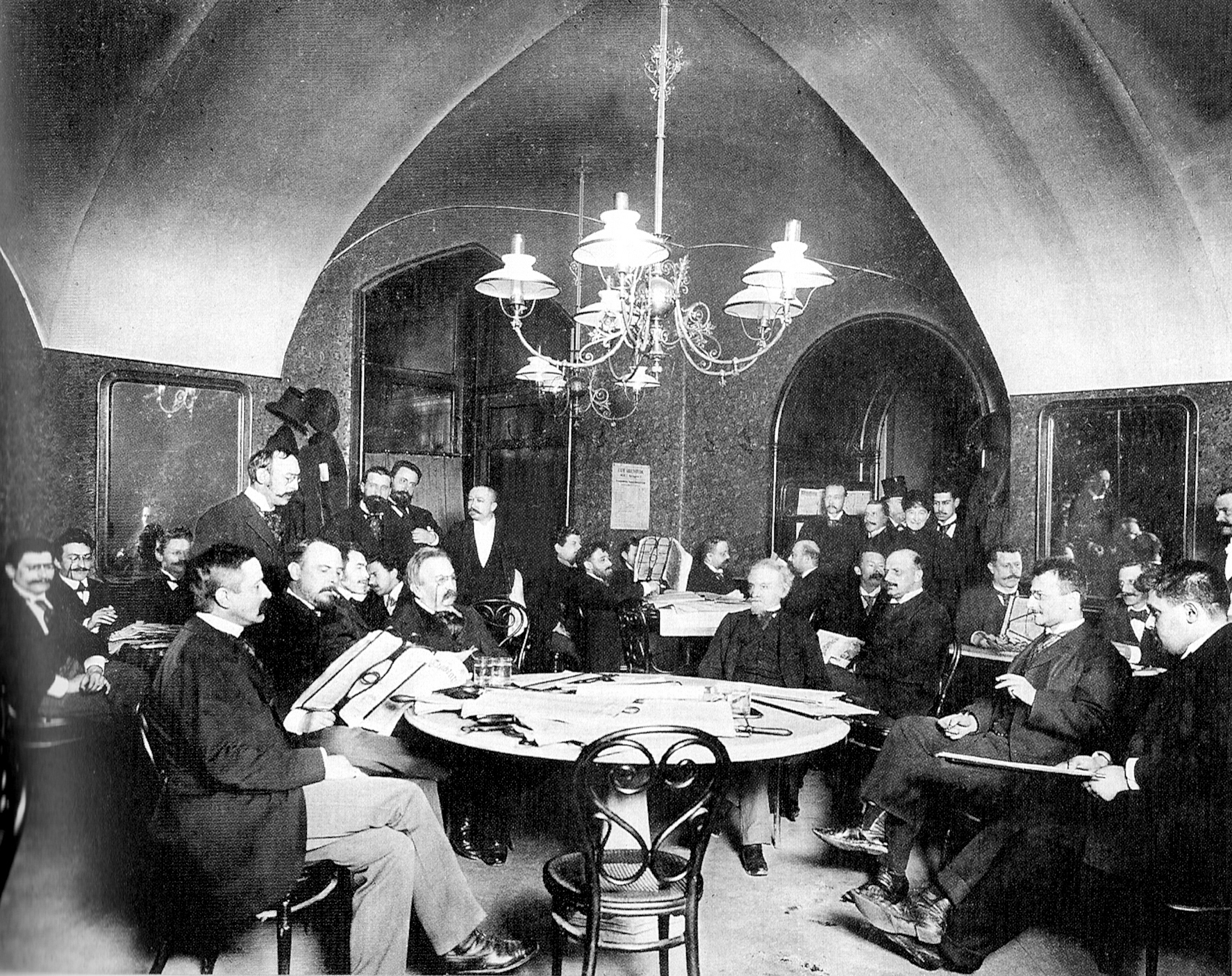
Café Griensteidl roku 1897

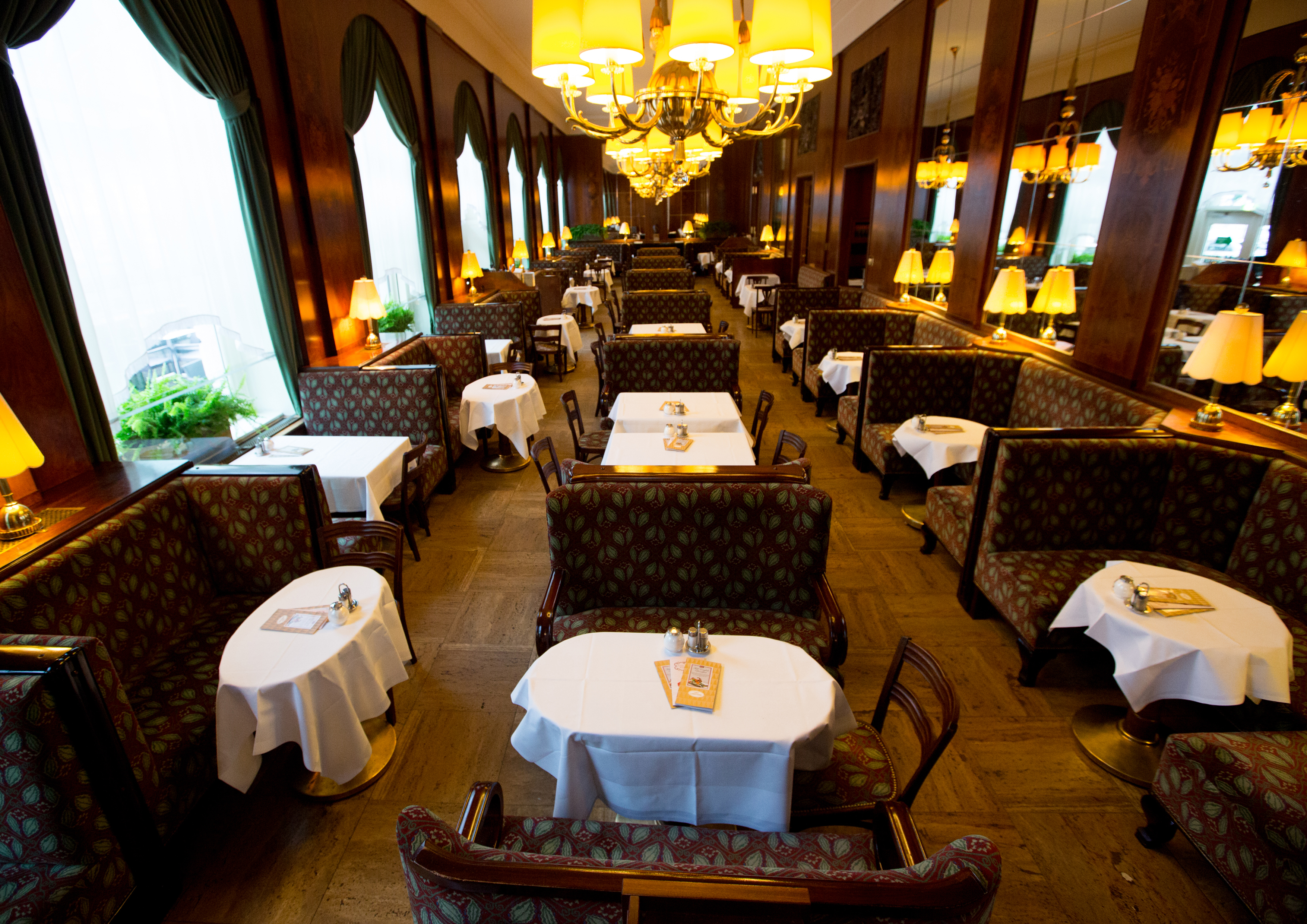
Café Landtmann, oblíbený podnik Gustava Mahlera a Sigmunda Freuda

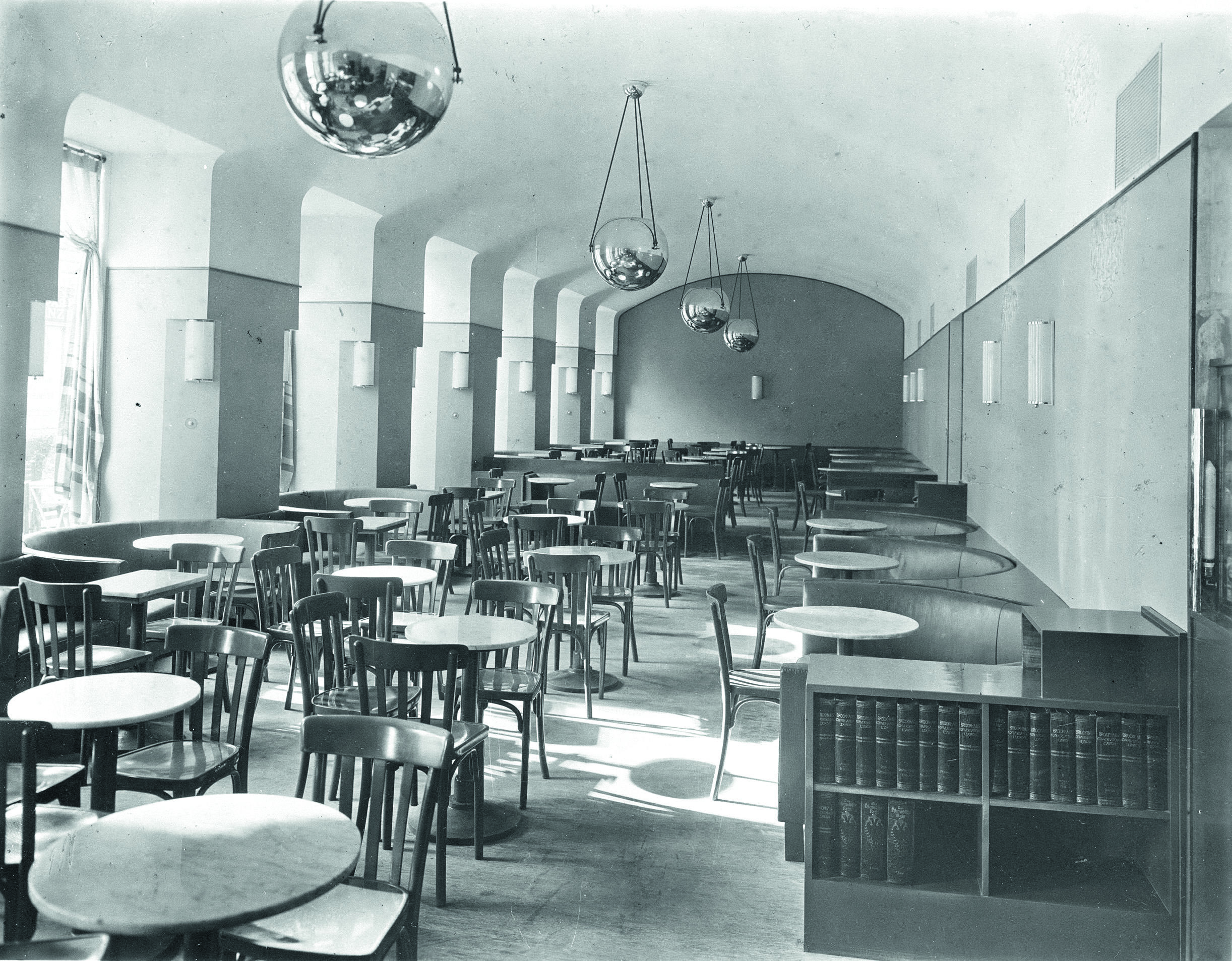
Café Museum ve 30. letech 20. století

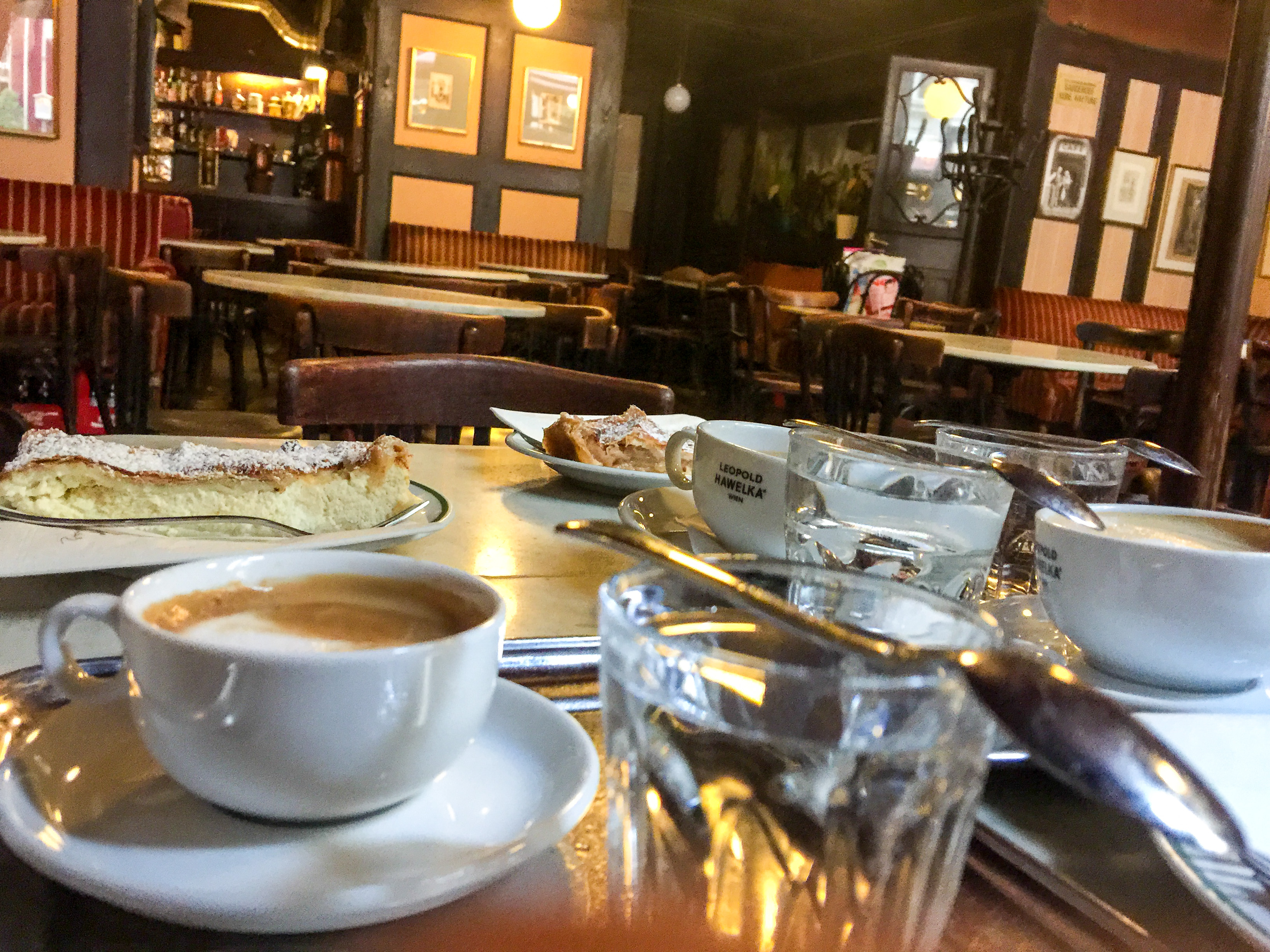
Café Hawelka

Vídeňská kavárna (německy: das Wiener Kaffeehaus) či též kavárna vídeňského typu je druh kavárenského gastronomického zařízení, který vznikl a rozvinul se v hlavním městě Rakouska Vídni. V roce 2011 byla vídeňská kavárenská kultura zapsána na seznam nehmotného světového kulturního dědictví UNESCO. Za zlatou éru vídeňských kaváren lze považovat druhou polovinu devatenáctého a první polovinu dvacátého století, kdy byla Vídeň jedním z kulturních epicenter Evropy a v jejích kavárnách se scházely světově proslulé osobnosti jako Arthur Schnitzler, Stefan Zweig, Egon Schiele, Gustav Klimt, Gustav Mahler, Sigmund Freud, ale i Josif Stalin, Adolf Hitler, Leon Trockij nebo Josip Broz Tito.

## Charakteristika
K typickým znakům vídeňských kaváren zlaté éry patřily široká škála kávových nápojů (zejm. einspänner a vídeňská melánž), mezinárodní noviny, pečivo, typické vídeňské zákusky (štrůdl, sacherdort), mramorové stolní desky, spíše menší stolky, židle firmy Thonet, klavír a design ve stylu historismu - nic z toho ale nebylo zcela univerzálním znakem, řada vídeňských kaváren tento kánon narušila, aby se stala osobitou. Stefan Zweig popsal vídeňskou kavárnu jako „v podstatě demokratický klub, otevřený pro každého za cenu šálku kávy, kde každý host může sedět hodiny bez dalšího objednání a přitom diskutovat, psát, hrát karty, přijímat poštu a především konzumovat neomezený počet novin a časopisů“. Typickou byla spjatost s literárním a kulturním životem, takže se často v místě pořádaly literární večery nebo večerní hudební produkce. Typickým znakem vídeňské kavárny je, že host může u stolu sedět sám, aniž by to bylo vnímáno jako „zabírání místa“. Může se zdržet dlouhé hodiny a bez většího množství objednávek. Mnozí spisovatelé minulosti v těchto kavárnách přímo psali, například slavný satirický časopis Die Fackel Karla Krause v kavárnách vznikal téměř plně. Mezi další spisovatele, kteří psali přímo v kavárnách, patří Arthur Schnitzler, Alfred Polgar, Friedrich Torberg a Egon Erwin Kisch. Slavný spisovatel a básník Peter Altenberg si dokonce nechával doručovat poštu výhradně do své oblíbené kavárny Café Central. Vídeňské kavárny ale nejsou definovány jen místem, lze hovořit o jistém typu, který se rozšířil nejen do jiných rakouských měst, ale i do měst jinde v habsburské říši - kavárny vídeňského typu tak lze nalézt v Praze, Budapešti, Sarajevu, Krakově, Terstu i Lvově. Někdy se výskytem tohoto typu kavárny definuje pojem „střední Evropa“. Protože typickým, ba ikonickým návštěvníkem takových kaváren byl židovský intelektuál či spisovatel, za konec zlaté éry vídeňských kaváren bývá považován holokaust. Někdy bývá uváděno, že atmosféra typické vídeňské kavárny se nejdéle udržela v Terstu, který byl do značné míry uchráněn před holokaustem a později i před komunismem, který rozvoji kaváren také nesvědčil. „Smrt kaváren“ v 50. letech 20. století ve Vídni ale přinesly i jiné faktory, zejména rozvoj televize a popularita tzv. espresso barů. Teprve od 60. let, s rozvojem turismu, si Vídeň začala uvědomovat, že klasická kavárna je její značka a bohatství. Některé zaniklé kavárny tak byly obnoveny (např. Café Central), kritici však tvrdí, že jde často o „atrapu pro turisty“. Vznikl i řetězec „typických vídeňských kaváren“ Aida.

## Vznik
Velmi populární legenda tvrdí, že institut vídeňské kavárny je spjat s tureckým ohrožením Vídně. Při osvobozování Vídně z druhého osmanského obležení v roce 1683 se prý vojáci polsko-habsburské armády dostali do tureckého ležení a našli množství pytlů s podivnými fazolemi, o kterých si zpočátku mysleli, že jsou krmivem pro velbloudy a chtěli je spálit. Při tomto „pražení“ si povšimli libé vůně a posléze i chuti. Polský král Jan III. Sobieski měl prý poté darovat pytle jednomu ze svých důstojníků jménem Jerzy Franciszek Kulczycki, který pak založil první vídeňskou kavárnu. Tento příběh publikoval katolický kněz Gottfried Uhlich v roce 1783 ve svých Dějinách druhého tureckého obležení a od té doby je široce tradován. V mnoha vídeňských kavárnách díky tomu dodnes visí Kulczyckého obraz. Avšak podle nedávného výzkumu byla první vídeňská kavárna ve skutečnosti otevřena arménským obchodníkem a tajným agentem jménem Johannes Diodato v roce 1685.

## Nejslavnější vídeňské kavárny
- Café Bräunerhof, Stallburggasse 2
- Café Central, Herrengasse 14
- Café Demel, Kohlmarkt 14
- Café Eiles, Josefstädter Straße 2
- Café Griensteidl, Michaelerplatz 2 (zavřena 2017)
- Café Hawelka, Dorotheergasse 6
- Café Landtmann, Universitätsring 4
- Café Museum, Operngasse 7
- Café Sacher, Philharmonikerstraße 4 (součást Hotelu Sacher)
- Café Savoy, Linke Wienzeile 36
- Café Schwarzenberg, Kärntner Ring 17
- Café Sperl, Gumpendorferstraße 11